# Gérard Longuet
Pour les articles homonymes, voir Longuet.
Gérard Longuet, né le 24 février 1946 à Neuilly-sur-Seine (Hauts-de-Seine), est un haut fonctionnaire et homme politique français.
Député puis sénateur de la Meuse et titulaire de nombreux mandats locaux en Lorraine, il est ministre sous les deux premières cohabitations. Il est nommé ministre de la Défense et des Anciens Combattants sous le gouvernement de François Fillon.
Libéral-conservateur, Gérard Longuet est également président du Parti républicain dans les années 1990, vice-président du mouvement Les Réformateurs et président du groupe UMP au Sénat.

## Biographie

### Famille et études
Gérard Edmond Jacques Longuet est le fils de Jacques Longuet, commandant de la Base Aérienne 113 entre 1952 et 1954, et de Marie-Antoinette Laurent, assistante sociale,.
Après un cursus scolaire au lycée Henri-IV de Paris, Gérard Longuet entame des études de droit et de lettres à l'université Panthéon-Assas. Il est diplômé de l'Institut d'études politiques de Paris (promotion 1966). Il est titulaire d'un diplôme universitaire d'études littéraires en sociologie[Quand ?], puis un diplôme d'études supérieures (DES) en science politique (1968).
Il a épousé Brigitte Fossorier et il a quatre filles : Tiphaine, Élise, Aurore, Marguerite. Il est le beau-frère par alliance du milliardaire Vincent Bolloré.  

### Un engagement d’extrême droite
Au printemps 1964, il prend part, en compagnie de Alain Madelin, à la création du mouvement d'extrême droite Occident, souvent impliqué dans des affrontements violents contre l'extrême gauche.
Le 12 janvier 1967, Gérard Longuet participe à un commando d'Occident qui attaque des étudiants d'extrême gauche du Comité Vietnam national à l'université de Rouen,. Parmi les nombreux blessés, Serge Bolloch – il deviendra vingt ans plus tard journaliste au Monde – est dans le coma, le crâne fracassé. Le 12 juillet 1967, il est condamné à 1 000 francs d'amende comme co-auteur de « violence et voies de fait avec armes et préméditation, », en même temps que douze autres militants de l'extrême droite – dont Patrick Devedjian, Alain Madelin, Alain Robert.
Après la dissolution d'Occident par le Conseil des ministres en octobre 1968, il rejoint ensuite le Groupe union défense (GUD), un autre groupuscule d'extrême droite mené par Alain Robert, dont il écrit la charte, puis Ordre nouveau, destiné à rassembler les nationalistes.
En 1969, il devient attaché de presse pour le Conseil national du patronat français, l'ancêtre du Medef.
En 1971, il fait partie avec Claude Goasguen de la direction d'Ordre nouveau, dissous par décret du Conseil des ministres le 28 juin 1973 pour « atteinte à la sûreté de l’État ».

### Énarque
Il entre à l'École nationale d'administration (ENA) en 1971 et en sort en 1973 (promotion François-Rabelais).
Entre-temps, en 1973, il rédige le premier programme économique du Front national.
Étant l'un des « plus actifs » aux réunions du Club de l'horloge, il en est nommé membre d'honneur[Quand ?].
De ses engagements à l'extrême droite dans les années 1960-1970, il dit : « J'assume avoir été d'extrême droite. On s'est simplement trompé sur le modèle colonial, qui ne pouvait perdurer ».

### Carrière politique au sein de la droite parlementaire
Nommé sous-préfet durant l'été 1973 à sa sortie de l'ENA, il est d’abord directeur de cabinet des préfets de l'Eure (1973-1974), puis de la Somme (1974-1976) et enfin de Jacques Dominati, secrétaire d’État auprès du Premier ministre Raymond Barre (1977-1978).
En 1978, il est élu député de la 1re circonscription de la Meuse sous les couleurs de l'Union pour la démocratie française-Parti républicain. Il perd son mandat en 1981 après l'élection de François Mitterrand à la présidence de la République.
Membre du conseil général de la Meuse pour le canton de Seuil-d'Argonne de 1979 à 1992, il en devient vice-président de 1982 à 1986. Il est également élu conseiller municipal d'opposition de Bar-le-Duc en 1983.
En 1984, il est élu député européen, en 33e position sur la liste UDF-RPR menée par Simone Veil. Comme tous les membres du Parti républicain, il siège au sein du groupe Libéral et démocratique (LD), devenu en 1985 le groupe Libéral, démocrate et réformateur (LDR), présidé par Simone Veil. Il est membre de la Commission des affaires sociales et de l'emploi de 1984 à 1985, puis de celle de l'énergie, de la recherche et de la technologie de 1985 à 1986, et participe à la délégation pour les relations avec les États du Golfe à partir de 1985.
Il reste membre du Parlement européen jusqu'à son entrée au gouvernement en 1986.

### Gouvernement
Sous le gouvernement de la première cohabitation, mené par Jacques Chirac et formé en 1986, il est chargé des Postes et Télécommunications comme secrétaire d'État puis ministre délégué, auprès du ministre de l'Industrie, des Postes et Télécommunications et du Tourisme Alain Madelin.
Quittant son ministère après la victoire socialiste aux présidentielle et législatives de 1988, il retrouve, à la faveur de cette élection, son siège de député de la Meuse.
Dans les années 1980, avec d'autres quadragénaires du Parti républicain (Alain Madelin, Jacques Douffiagues ou Claude Malhuret) de la « bande à Léo » (ainsi appelée en référence à son chef de file, François Léotard), puis du groupe des réformateurs et du mouvement Force unie, au sein de l'UDF et du RPR, il appelle à un renouvellement générationnel des dirigeants de la droite parlementaire en remettant en cause l'autorité sur celle-ci de Jacques Chirac et de Valéry Giscard d'Estaing.
Il est trésorier de 1982 à 1988, puis secrétaire général de 1988 à 1990 et finalement président du Parti républicain de 1990 à 1995.
En 1992, il devient président du conseil régional de Lorraine. À ce poste, il appuie la création de la LGV Est, en particulier la construction de la gare de Meuse TGV.
En 1993, il est appelé au gouvernement par Édouard Balladur, retrouvant le portefeuille des Télécommunications avec le ministère de plein exercice de l'Industrie, des Postes et télécommunications et du Commerce extérieur. En tant que tel, c'est lui qui autorise Bruno Lasserre, alors directeur général des Postes et télécommunications à créer une troisième licence de téléphonie mobile en ouvrant le réseau hertzien à un troisième opérateur, Itineris et SFR se partageant le marché. Les auditions commencent en juin 1994, et aboutiront à l'entrée sur le marché de Bouygues Telecom.
Inquiété pour le financement du Parti républicain et la construction de sa villa, il doit démissionner du gouvernement Édouard Balladur en octobre 1994, et entame un retrait médiatique tout en restant à la tête de la région Lorraine. Il est mis en examen en 1995 dans l'enquête sur le financement occulte du Parti républicain. Il bénéficie d'un non-lieu le 8 mars 2010, en partie grâce à la loi d'amnistie de 1990 sur les financements politiques, certains faits reprochés représentant un financement illégal de parti politique, mais la loi d'amnistie ne permet des poursuites que pour « des faits d'enrichissement personnel, ».
Renvoyé devant le tribunal correctionnel pour « recel d'abus de crédit » dans une affaire concernant la construction de sa villa de Saint-Tropez (Var), il est relaxé en première instance, puis par la cour d'appel de Paris, en novembre 1998. Mis en garde à vue en mai 2001 pour recel de corruption dans l'affaire des marchés publics d'Île-de-France, il est également relaxé, en octobre 2005.
Durant ces années, il est administrateur de sociétés d’ingénierie informatique et de conseil, il préside la société Herbemont-César et Associés à partir de juillet 1999, et fonde en avril 2004 une holding spécialisée dans le conseil, Sokrates Group, dont il est le président. Il est également réélu à la tête de la région Lorraine en 1998, tout en réintégrant la même année le conseil général de la Meuse désormais pour le canton de Fresnes-en-Woëvre (il le reste jusqu'en 2001). En désaccord avec le départ de l'UDF de Démocratie libérale (DL, nouveau nom depuis 1997 du Parti républicain), il participe à la création du Pôle républicain, indépendant et libéral (PRIL) qui fusionne en novembre 1998 avec Force démocrate et les Adhérents directs de l'UDF pour donner naissance à la « Nouvelle UDF ». Il en est pendant quelques mois le vice-président, aux côtés de François Bayrou. Il soutient la candidature de ce dernier à l'élection présidentielle de 2002.
Après son entrée au Sénat à la faveur des élections de 2001 et son adhésion à l'Union pour un mouvement populaire (UMP) en 2002, il revient sur le devant de la scène politique, en prenant, le 10 juillet 2002, la tête de l'Association des régions de France (ARF), alors qu'un accord devait permettre qu'après Jean-Pierre Raffarin, entre 1998 et 2001, la présidence aille au socialiste Alain Le Vern.
À la suite de la « vague rose » des régionales de 2004, il perd les présidences de la Lorraine et de l'ARF. L'année suivante, il prend celle de l'Agence de financement des infrastructures de transports de France (AFITF).

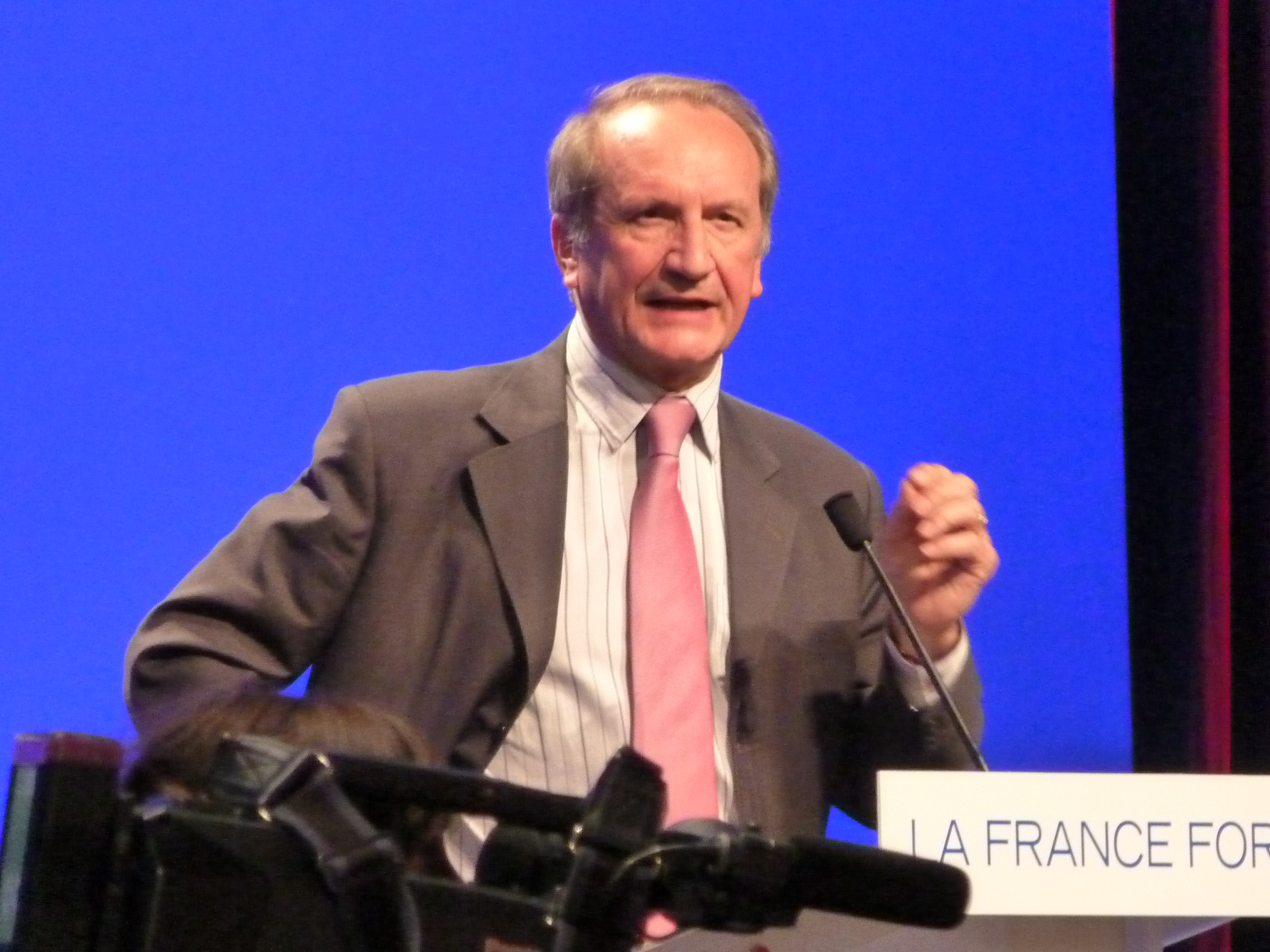
Gérard Longuet lors d'un meeting de Nicolas Sarkozy en 2012.

De 2008 à 2009, il fait partie du Comité pour la réforme des collectivités locales. Il est élu président du groupe UMP au Sénat le 7 juillet 2009, succédant à Henri de Raincourt, nommé ministre chargé des Relations avec le Parlement.
En juillet 2018, il est membre de la commission sénatoriale d'enquête chargée de l'affaire Benalla.

### Gouvernement de François Fillon
Pressenti pour entrer dans le troisième gouvernement Fillon à l'automne 2010, Gérard Longuet l'intègre finalement en devenant ministre de la Défense et des Anciens Combattants en remplacement d'Alain Juppé, alors nommé ministre des Affaires étrangères après la démission de Michèle Alliot-Marie le 27 février 2011. Sa nomination permet de rééquilibrer « politiquement » le gouvernement Fillon en donnant un poste clé à l'aile centriste et libérale de l'UMP, chose qui était réclamée, après le départ de plusieurs ministres centristes trois mois plus tôt. Gérard Longuet quitte son mandat parlementaire le mois suivant et est remplacé à la présidence du groupe UMP au Sénat par Jean-Claude Gaudin.
Lors des élections sénatoriales de 2011, il est réélu sénateur dans la Meuse au premier tour de scrutin avec 50,51 % des voix. Il décide néanmoins de conserver sa fonction ministérielle, et ne pouvant donc siéger au Sénat, il ne prend pas part au vote du 1er octobre 2011 pour l'élection de son président. Il est remplacé le 2 novembre 2011 par son suppléant, Claude Léonard.
Il fait l'objet en mars 2011 d'une plainte de Jean-Marie Kuhn, actionnaire privé de GDF Suez, pour prise illégale d’intérêt. Sénateur pour la Meuse et membre du groupe d’étude sur l’énergie au Sénat, il aurait eu une activité de conseil auprès du groupe énergétique. En 2011 également, il est mis en cause avec Michèle Alliot-Marie pour avoir séjourné au cours de ses vacances dans un palace tunisien aux frais du régime Ben Ali, renversé peu après par une révolte populaire.
En janvier 2013, dans le cadre de la direction « partagée » entre Jean-François Copé et François Fillon, il devient vice-président de l’UMP avec cinq autres personnalités du parti, en plus du vice-président délégué Luc Chatel, en poste depuis novembre 2012.
Il soutient le candidat François Fillon pour la primaire présidentielle des Républicains de 2016.

## Prises de position
Gérard Longuet appartient à la frange libérale-conservatrice de l’UMP, puis de LR (Les Républicains).

### Salaire des députés
En 2013, Gérard Longuet dénonce le travail « très mal payé » des députés pour 7 000 euros mensuels,.
Selon lui, « ce n'est pas un traitement convenable, surtout quand on vous interdit de gagner votre vie honnêtement à côté »,,.

### Bouclier fiscal et 35 heures
Il s'est déclaré favorable à la suppression du bouclier fiscal et de l'ISF avant 2012. Gérard Longuet condamne la loi sur les 35 heures en raison de la « perte de compétitivité » induite par cette loi, de la « stagnation du pouvoir d'achat » des salariés et de la charge imposée aux contribuables pour financer ce système.

### Dette intérieure
En réponse à la crise économique de 2008, Gérard Longuet est favorable à un « soutien aux États les plus endettés par un rachat de leur dette par la Banque centrale européenne », ayant pour effet une dévaluation de l'euro. Gérard Longuet a ainsi déclaré : « Ou on sort de l'euro ou on sort des 35 heures, mais on ne peut pas avoir les deux ».

### Évasion fiscale
Interrogé en novembre 2017 sur le scandale des Paradise Papers, Gérard Longuet estime que « si ces milliards d'euros ne viennent pas dans les caisses de l'État, tant mieux, parce qu'il les gaspille ».
En réponse, l'association Anticor lui répond par une infographie.

### Chômage
En décembre 2015, en réponse à une question posée lors de l'émission « Preuves par trois », sur Public Sénat, au sujet du chômage et de la formation professionnelle, Gérard Longuet répondit que « La formation professionnelle, c’est indispensable, mais ce qui compte le plus c’est la motivation professionnelle. Nous avons des Français qui ont des poils dans la main, il faut le savoir ».
Il prolonge ensuite son propos en évoquant la supposée réaction de certains individus lorsqu'un travail leur est proposé : 
« C’est trop dur, c’est trop loin, c’est pas ce que je veux. Moi, j’ai été formé pour faire du théâtre et on me propose de faire du commerce (…) C’est une vérité. Tous les employeurs vous le disent ».
Il indiqua aussi que le problème essentiel du chômage est constitué par « le coût du travail écrasé par les charges », et que « nous avons trop d'inactifs, on commence trop tard, on arrête trop tôt, on ne fait pas assez d'heures par semaine, pas assez de semaines dans l'année ».

### Présidence de la Halde
En 2010, Gérard Longuet s'oppose à la nomination de Malek Boutih à la tête de la Haute Autorité de lutte contre les discriminations et pour l'égalité (Halde), déclarant qu'« il vaut mieux que ce soit le corps français traditionnel qui se sente responsable de l'accueil de tous nos compatriotes ». Ces propos sont condamnés par de nombreux politiques de gauche, par SOS Racisme et quelques personnalités de la majorité présidentielle, comme Jean-Louis Borloo, Éric Besson ou Frédéric Lefebvre, qui jugea « plutôt regrettables » les propos de Gérard Longuet,.

### Homosexualité
En juillet 2008, Gérard Longuet fait un rapprochement entre homosexualité et pédophilie en déclarant au Sénat :
« C'est extrêmement réjouissant de savoir que l'on promeut en effet des formes nouvelles de sexualité dans l'école et qu'on combat en même temps la pédophilie… Il y a quand même un moment où il faut savoir sur quelles valeurs on s'arrête… » Interrogé par L'Est républicain, Gérard Longuet répond ne pas avoir souvenir d'avoir tenu ces propos, mais ajoute : 
« Qu'il y ait un lien entre homosexualité et pédophilie, ça peut arriver. Notamment dans des écoles catholiques, on a pu voir ça. »
En octobre 2012, il se dit favorable à une clause de conscience des maires pour leur éviter de devoir célébrer des mariages entre personnes de même sexe.

### Nucléaire
Pro-nucléaire, il défend le projet Cigéo d'enfouissement de déchets nucléaires à Bure.

### Affaire du bras d'honneur
Après avoir manifesté par un bras d'honneur son opposition personnelle à la demande formulée par l'Algérie d'« une reconnaissance franche des crimes perpétrés » par le colonialisme français, Gérard Longuet explique : « la France n'a pas à avoir honte de sa présence en Algérie pendant la colonisation » et « refaire l'histoire, 182 ans plus tard, ne permet pas d'aller de l'avant ». Il est alors assigné au tribunal par deux associations pour injure publique, avec le député FN Gilbert Collard qui l'imite peu après. En octobre 2014, les deux associations « inconnues du grand public », qui avaient déjà dans le passé attaqué en justice le journal satirique Charlie Hebdo pour des caricatures de Mahomet, se désistent.

### Transparence de la vie politique
Après l'affaire Cahuzac, Gérard Longuet dénonce la loi sur la transparence de la vie politique francaise.

### Francois Fillon
Lors de l'élection présidentielle 2017, il soutient François Fillon. Il dénonce un assassinat politique mené contre lui.

## Détail des mandats et fonctions

### Au gouvernement

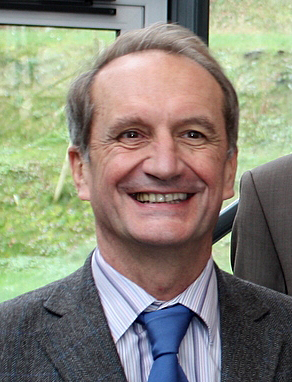
Gérard Longuet en 2010.

- 20 mars 1986 – 19 août 1986 : secrétaire d’État auprès du ministre de l'Industrie, des Postes et Télécommunications et du Tourisme, chargé des Postes et Télécommunications
- 19 août 1986 – 10 mai 1988 : ministre délégué auprès du ministre de l'Industrie, des Postes et Télécommunications et du Tourisme, chargé des Postes et Télécommunications
- 30 mars 1993 – 14 octobre 1994 : ministre de l'Industrie, des Postes et Télécommunications et du Commerce extérieur
- 27 février 2011 - 10 mai 2012 : ministre de la Défense et des Anciens Combattants

### Au Parlement
- 3 avril 1978 – 22 mai 1981 : député pour la première circonscription de la Meuse
- 24 juillet 1984 – 19 mars 1986 : député européen
- 2 avril 1986 – 2 avril 1986 : député pour la Meuse (élu au scrutin proportionnel par département)
- 23 juin 1988 – 1er mai 1993 : député pour la première circonscription de la Meuse
- 1er octobre 2001 – 27 mars 2011 : sénateur pour la Meuse
- 7 juillet 2009 – 7 mars 2011 : président du groupe UMP au Sénat
- Depuis le 17 juin 2012 : sénateur pour la Meuse
- 9 novembre 2017 - 22 octobre 2020 : président de l’Office parlementaire d'évaluation des choix scientifiques et technologiques (OPECST) [51]

### Au niveau local
- 1979-1992 : conseiller général de la Meuse, élu dans le canton de Seuil-d'Argonne
- 1979-1982 et 1998-2001 : vice-président du conseil général de la Meuse
- 1983 : conseiller municipal de Bar-le-Duc
- 1992-2004 : président du conseil régional de Lorraine
- 1998-2001 : conseiller général de la Meuse, élu dans le canton de Fresnes-en-Woëvre
- 2002-2004 : président de l'Association des régions de France
- 2004-2010 : conseiller régional de Lorraine

### Au sein de partis politiques
- 1978-1981 : membre du bureau politique du Parti républicain
- 1982-1986 : trésorier du Parti républicain
- 1986-1990 : secrétaire général du Parti républicain
- 1988-1989 : délégué national, chargé des techniques de communication et nouvelles technologies, à l'UDF
- 1990-1995 : président du Parti républicain
- 1990-1998 : membre du bureau politique de l'UDF (vice-président)
- 1998 : vice-président de la Nouvelle UDF
- 2002 : membre du bureau politique de l'UMP
- 2005-2007 : conseiller politique du président de l'UMP
- 2013-2014 : vice-président de l'UMP

## Autres activités
Avant d'intégrer l'ENA, il est enseignant de français dans une école de commerce (qu'il qualifie de « boîte à cancres » dans L'Épreuve de vérité), puis contractuel à mi-temps à la direction des Carburants du ministère de l'Intérieur, avec Jean-Louis Beffa.
Il est administrateur de la société Sea Invest France, une société de manutention portuaire, et président du conseil d'administration de Sea Invest Afrique,. Il permet à SEA-Invest d’obtenir en 2016 un marché au port de San-Pédro, en Côte d'Ivoire.
Il a été membre[Quand ?] de la Commission nationale du débat public (CNDP), siège auquel il a été régulièrement absent.
Il est membre du conseil d'administration de Cockerill Maintenance & Ingénierie[réf. nécessaire].
En 2025, il lance avec Alain Madelin et Hervé Novelli le projet Kairos, dont l'objectif est d'utiliser l'intelligence artificielle pour promouvoir le libéralisme.

## Dans la fiction
Dans La Présidente, série de bande dessinée de François Durpaire et Farid Boudjellal publiée entre 2015 et 2017, Gérard Longuet devient Premier ministre après l'élection de Marine Le Pen lors de l'élection présidentielle de 2017. Dans le roman de politique-fiction de Michel Wieviorka, Le séisme. Marine Le Pen présidente (2016), avec un scénario similaire, il devient ministre des Affaires étrangères.